# أبيل ساليناس
أبيل ساليناس (بالإسبانية: Abel Salinas Izaguirre)‏ هو مهندس بيروفي، ولد في 12 مايو 1930 في ليما في بيرو، وتوفي بنفس المكان في 1 أغسطس 2012.